# Vacances sur ordonnance (film, 1950)
Pour les articles homonymes, voir Vacances sur ordonnance et Last Holiday.
Pour plus de détails, voir Fiche technique et Distribution.
Vacances sur ordonnance (Last Holiday) est un film britannique en noir et blanc réalisé par Henry Cass, sorti en 1950.

## Synopsis
George Bird, un représentant célibataire sans famille ni ami, rend visite à son docteur pour un examen de routine et apprend qu'il est atteint de la maladie de Lampington, et qu'il ne lui reste donc plus que quelques semaines à vivre. Sur les conseils du docteur, il décide de profiter du peu qui lui reste à vivre et part vivre ses derniers jours dans un hôtel où réside une clientèle d'élite. Là-bas, son attitude désinvolte attise l'intérêt des résidents, qui cherchent à résoudre cette énigme, spéculant sur son identité, voire sur son appartenance à l'aristocratie. Seule une des femmes de ménage devine la vérité et Bird lui avoue son secret. Il se fait des amis, gagne de l'influence, tombe amoureux, répare des injustices, et on lui propose même des affaires lucratives. Mais tous ses succès ne font que lui rappeler l'ironie de sa situation.
Durant une grève du personnel de l'hôtel, il rencontre Sir Trevor Lampington, celui qui a découvert cette maladie, qui lui jure qu'il ne peut pas en être atteint. Bird retourne alors chez lui, où on lui confirme qu'il a été mal diagnostiqué. Rasséréné, il est prêt à commencer une nouvelle vie avec son nouvel amour mais, alors qu'il revient à l'hôtel, il est tué dans un accident de voiture.

## Fiche technique
- Titre original : Last Holiday
- Titre français : Vacances sur ordonnance
- Réalisation : Henry Cass
- Scénario : John Boynton Priestley, J. Lee Thompson
- Direction artistique : Duncan Sutherland
- Costumes : Ann Wemyss
- Photographie : Ray Elton, Val Stewart
- Son : Harry Benson
- Montage : Monica Kimick
- Musique : Francis Chagrin
- Direction musicale : Louis Levy
- Production : Stephen Mitchell, A. D. Peters (en) et John Boynton Priestley
- Société(s) de production : Associated British Picture Corporation, Watergate Films
- Société(s) de distribution :  Associated British-Pathé,  Stratford Pictures Corporation
- Pays d'origine :  Royaume-Uni
- Langue originale : anglais
- Format : Noir et blanc - son mono - 1,37:1 - 35 mm
- Lieux de tournage : Luton
- Genre : comédie romantique, comédie noire[1]
- Durée : 88 minutes
- Dates de sortie :
  - Royaume-Uni : 3 mai 1950 à Londres
  - Royaume-Uni : 15 mai 1950 (sortie nationale)
  - France : 27 octobre 1950 au cinéma
  - France : 1er octobre 2013 en DVD[1]
- Box-office  : 109.084 £[2]

## Distribution
- Alec Guinness : George Bird
- Beatrice Campbell : Sheila Rockingham
- Kay Walsh : Mme Poole
- Grégoire Aslan : Gambini
- Jean Colin : Daisy Clarence
- Muriel George (en) : Lady Oswington
- Brian Worth (en) : Derek Rockingham
- Esma Cannon : mademoiselle Fox
- Bernard Lee : inspecteur Wilton
- Sid James : Joe Clarence
- Campbell Cotts : Bellinghurst
- Moultrie Kelsall (en) : Sir Robert Kyle
- Madame Kirkwood-Hackett : Mlle Hatfield
- Wilfrid Hyde-White : Chalfont
- Eric Maturin (en) : Wrexham

## Autour du film
- Le film connaîtra un remake américain homonyme, sorti en 2006, et réalisé par Wayne Wang